# Nicolas de Nézot

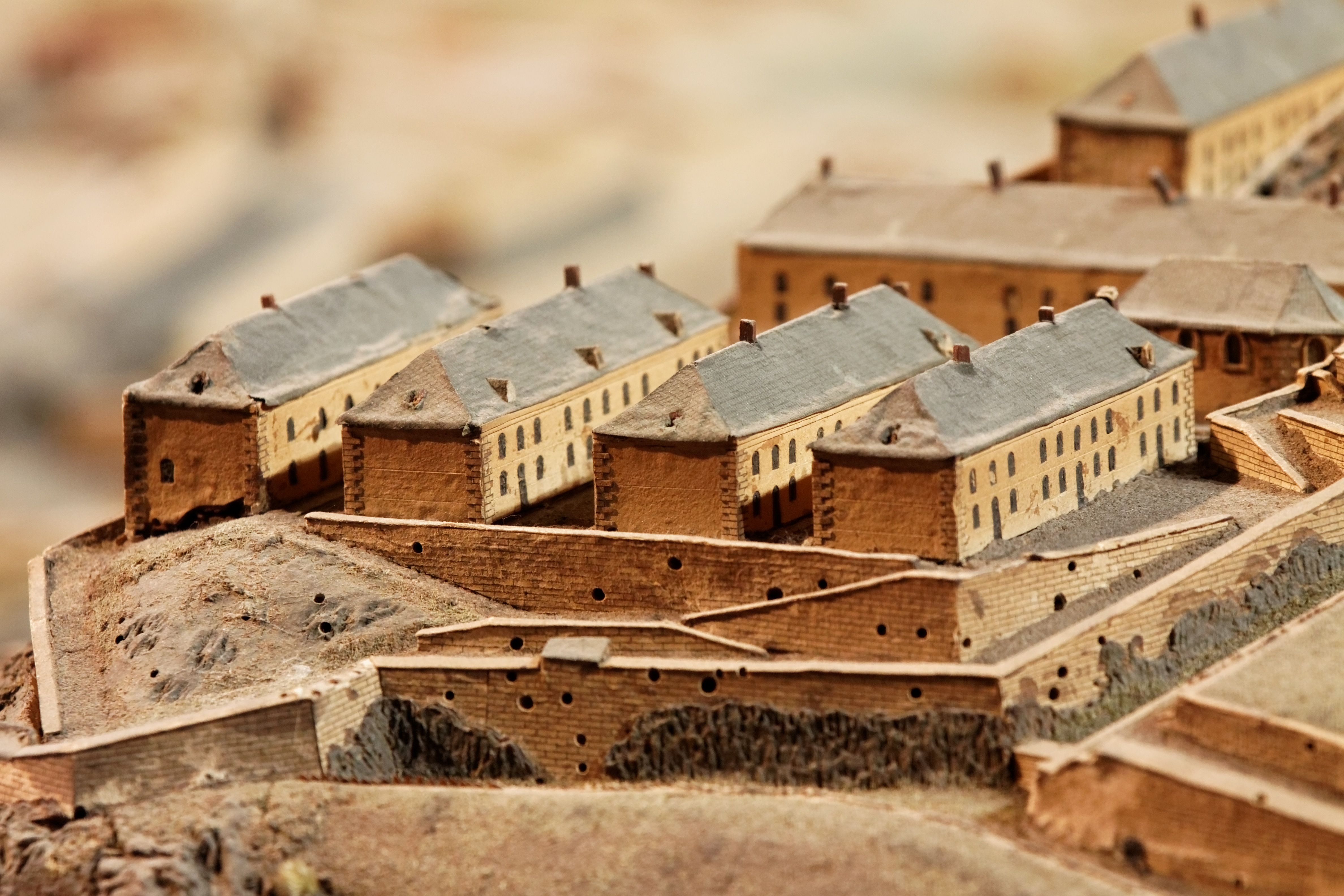
Detail van door Nézot gemaakt maquette van Briançon

Nicolas de Nézot (mei 1699 – Montreuil-sur-Mer 1768) was een Franse militair ingenieur. Hij maakte plannen in opdracht van de Franse koning Lodewijk XV, die gebruikt werden tot uitvoering van stedelijke verdedigingswerken.
Hij is vooral bekend om zijn driedimensionale stedelijke maquettes. In zijn loopbaan bouwde hij de bouwkundige modellen voor de steden Briançon, Saint-Omer, Bergen op Zoom, Rijsel, Aire-sur-la-Lys, Antibes en Oudenaarde. Hij was de zoon van een kapitein van de dragonders en droeg de titel Chevalier du Saint Empire.

## Oudenaarde
Het bekendste schaalmodel in Vlaanderen is dat van Oudenaarde die hij bouwde in 1746. Het gebruik van kleuren, de details en de juiste verhoudingen met de werkelijkheid maken van dit kunstwerk een uniek exemplaar. Ze meet 5,48 × 4,16 meter. Deze en andere maquettes geven een min of meer getrouw beeld van een oude stad. De wegen en de historische gebouwen komen erin voor, in tegenstelling tot wat is afgebroken of verbouwd. De maquette is thans eigendom van het Museum voor Schone Kunsten in Rijsel. In 2008 was deze nog te zien in de Oudenaardse Lakenhalle, naar aanleiding van de herdenking van de Slag bij Oudenaarde.